# Belyta zetterstedti
Belyta zetterstedti is een vliesvleugelig insect uit de familie van de Diapriidae. De wetenschappelijke naam van de soort is voor het eerst geldig gepubliceerd in 1890 door Dalla Torre.